# Parque nacional Malá Fatra
El Parque nacional de Malá Fatra (en eslovaco: Národný park Malá Fatra) es un parque nacional en la parte norte de las montañas de Malá Fatra llamadas Krivánska Malá Fatra.
Tiene una superficie de 226,3 kilómetros cuadrados (87,37 km²) y un  232,62 km² (89,81 km²) que constituyen una zona de amortiguamiento. El parque fue declarado como tal en 1988. Entre 1967 y 1988 se trataba de una zona de paisaje protegido.
La montaña está cubierta principalmente con bosques de hayas mixtos, en las elevaciones más altas existen pinos y abetos. Los Bosques de pinos y prados se encuentran en altitudes más altas. Alrededor del 83% de la superficie está cubierta de bosques.